# عائلة فوكايا
كويكبات فوكايا هي مجموعة من الكويكبات الخافتة في حزام الكويكبات الرئيسي تدور حول الشمس بين 2,25 و 2,5 وحدة فلكية. الكويكبات في هذه المجموعة لها مدارات ذات انحراف أكبر من 0.1 وميل بين 18 و 32. وتستمد المجموعة اسمها من أكثر أعضائها ضخامة الكويكب 25 فوكايا الذي يقدر قطرة بحوالي 75 كم.

## كويكبات عائلة فوكايا
914 باليسانا
950 أهرينزا
1565 لوميتر
1568 آيسلين
1573 Väisälä
1575 وينيفريد
1626 سادية
1660 وود
1803 زويكي
1817 كاتانغا
2014 فاسيليفسكيس
2044 ويرت
2430 بروس هيلين
2830 غرينتش
3267 غلو
3398 ستاتماير
4008 كوربن
4132 بارتوك
4217 إنجلهاردت
4283 ستوفلر
4388 جورجنستوك
4482 فريباسيل
5040 رابينويتز
5430 لوو
6035 سيتلالتبيتل
6065 تشيسنيو
6084 باسكوم
6398 تيمهونتر
6522 إسي
6577 توربينولف
7055 فابيوباغان
7695 بريميسل
7784 واترسون
9963 سانديج
12789 سلفادورغيري
13006 ششوار
13025 زيوريخ
13123 تايسون
14835 هولدريدج
19204 جوشواتري
19711 جوناليغاويزا
19763 كليميش
23712 ويلباتريك
24827 ماريفيل
29292 كونيوالكر
52266 فان فلانديرن
90698 كوسيوسكو
399979 ليوسامان